# Полизо
Полизо́ (фр. Polisot) — коммуна во Франции, находится в регионе Шампань — Арденны. Департамент — Об. Входит в состав кантона Мюсси-сюр-Сен. Округ коммуны — Труа.
Код INSEE коммуны — 10295.
Коммуна расположена приблизительно в 175 км к юго-востоку от Парижа, в 100 км южнее Шалон-ан-Шампани, в 34 км к юго-востоку от Труа.

## Население
Население коммуны на 2008 год составляло 341 человек.
| 1962 | 1968 | 1975 | 1982 | 1990 | 1999 | 2008 |
| ---- | ---- | ---- | ---- | ---- | ---- | ---- |
| 286  | 295  | 336  | 285  | 304  | 306  | 341  |

## Администрация
| Период | Период | Фамилия     | Партия | Примечания |
| ------ | ------ | ----------- | ------ | ---------- |
| 2001   | 2008   | Жак Маршаль |        |            |
| 2008   |        | Жерар Ганен |        |            |

## Экономика

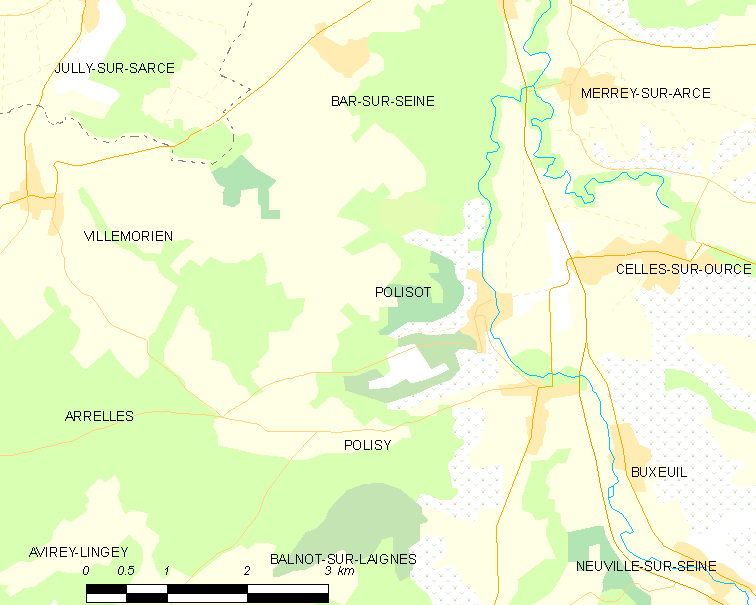
Карта коммуны

В 2007 году среди 210 человек в трудоспособном возрасте (15—64 лет) 170 были экономически активными, 40 — неактивными (показатель активности — 81,0 %, в 1999 году было 75,0 %). Из 170 активных работали 165 человек (89 мужчин и 76 женщин), безработных было 5 (4 мужчины и 1 женщина). Среди 40 неактивных 13 человек были учениками или студентами, 20 — пенсионерами, 7 были неактивными по другим причинам.

## Достопримечательности
- Церковь XVI века. Памятник истории с 1936 года[3]